# Bui Baravilala
Bui Baravilala (12 de julho de 1991) é uma jogadora de rugby sevens estadunidense.

## Carreira
Bui Baravilala integrou o elenco da Seleção Estadunidense Feminina de Rugbi de Sevens, na Rio 2016, que foi 5º colocada.